# Wewnętrzna Zatoka Pucka
Wewnętrzna Zatoka Pucka, Zatoka Pucka Wewnętrzna, Zalew Pucki – zatoka Morza Bałtyckiego, północno-zachodnia część Zatoki Puckiej oddzielona od Zewnętrznej Zatoki Puckiej Rybitwią Mielizną.
W starszych źródłach Wewnętrzna Zatoka Pucka nazywana była też właściwą Zatoką Pucką.

## Położenie
Wewnętrzna Zatoka Pucka jest najbardziej na północny zachód wysuniętym akwenem Zatoki Gdańskiej, oddzielonym od jej głównego akwenu Zewnętrzną Zatoką Pucką. W całości jest otoczona terenem powiatu puckiego. Podlega jurysdykcji Urzędu Morskiego w Gdyni. Na jej brzegu znajdują się: Rewa, Mosty, Osłonino, Rzucewo, Błądzikowo, Puck, Gnieżdżewo, Swarzewo, Władysławowo, Chałupy i Kuźnica.
Zalew Pucki jest płytką zatoką o powierzchni 103 km², średniej głębokości 3,13 m i objętości wód 0,32 km³. Maksymalna naturalna głębokość wynosi 9,4 m. Głębokość sztucznych jam sięga 14 m.
W obrębie Wewnętrznej Zatoki Puckiej wyróżnia się mniejszy akwen – Zatokę Rewską.
W planie gospodarowania wodami na obszarze dorzecza Wisły z 2011 została uznana za naturalną jednolitą część wód powierzchniowych przejściowych typu TWII (zalewowy z substratem piaszczystym i mulistym) o nazwie Zalew Pucki i międzynarodowym kodzie PLTWIIWB2. Ma ona powierzchnię 111,13 km². W regionalizacji Komisji Ochrony Środowiska Morskiego Bałtyku (Helcom) jest częścią Basenu Gdańskiego, a Międzynarodowej Rady Badań Morza (ICES) akwenu 3.d.26 w ekoregionie Bałtyku.

## Geografia fizyczna
Wewnętrzna część Zatoki Puckiej od strony lądu zamknięta jest różnymi typami wybrzeża: od strony Mierzei Helskiej jest to wybrzeże wydmowe (mierzejowe), od zachodu zaś są to wybrzeża klifowe, z zachowanym żywym klifem, oraz specyficzne dla tego akwenu niskie wybrzeże bagienne.
W obrębie Wewnętrznej Zatoki Puckiej występują głębie: Jama Kuźnicka (9,40 m), Jama Chałupska (4,0 m) i Jama Rzucewska (5,7 m). Ponadto znajdowało się w niej pięć jam porefulacyjnych o głębokości 7–14 m o nazwach Władysławowo, Chałupy, Kuźnica I i II oraz Jastarnia. Największe jest wyrobisko Kuźnica I o długości 1100 m, szerokości 100–250 m i maksymalnej głębokości ok. 13 m, najmniejsze, Władysławowo, zasypano w 2012. Niektóre opracowania wymieniają mniejsze zagłębienia: Rynnę Pucką lub obniżenie rewsko-swarzewskie (z Jamą Rzucewską). W obrębie zatoki występują podłużne mielizny: Piaski Dziewicze i Piaski Zachodnie, a między wewnętrzną a zewnętrzną częścią Zatoki Puckiej Rybitwia Mielizna (Ryf Mew) o długości ok. 8,6–12 km. Na południowym zachodzie zalewu znajduje się Cypel Rewski, którego długość jest zmienna, zależąc od aktualnego poziomu morza. Przez Rybitwią Mieliznę prowadzą dwa przekopy – Głębinka (Depka) i Przejście Kuźnickie. Wyróżniającym elementem jest delta ujścia Redy i Zagórskiej Strugi tworząca jedyne w Polsce ujście typu bar. Jest to półkolista ławica (odsyp) powstała z akumulacji piasku niesionego przez rzekę i znajduje się około 200 m od wylotu Redy do zatoki. Samo ujście Redy przed jej regulacją zmieniało położenie. Regulacja spowolniła również przyrost stożka napływowego.
Do Zalewu wpływają wody rzeczne niesione przez kilka cieków. Największy dopływ (0,187 km³/r) następuje z Redy. Dwukrotnie mniejszy jest dopływ z Gizdepki. Dopływ z Płutnicy to 0,012 km³/r. Łączny dopływ wód rzecznych to średnio 0,22 km³/r, podczas gdy dopływ wód morskich to 0,67 km³/r. Wymiana wód między wewnętrzną a zewnętrzną częścią Zatoki Puckiej jest ograniczona. Przy wysokim stanie wody możliwa jest wzdłuż całej granicy, natomiast przy niskim tylko przez Głębinkę i Przejście Kuźnickie. Wlew wód z zewnętrznej zatoki jest łatwiejszy przez Głębinkę i zwiększa się jesienią i zimą. Wiatr o umiarkowanej prędkości przesuwa wodę zgodnie z własnym kierunkiem, natomiast podczas silnych wiatrów woda przepływa w przeciwnym kierunku, czyli podczas silnych wiatrów wschodnich z zatoki wewnętrznej do zewnętrznej, a podczas silnych zachodnich z zewnętrznej do wewnętrznej. Czas retencji wynosi 138 dni.
Około 75% dna akwenu jest piaszczyste. W części wschodniej i w zagłębianiach znajdują się osady muliste, a przy ujściu Płutnicy i Redy – torfiaste, przykryte piaskiem.
Zatoka Pucka, a zwłaszcza jej wewnętrzna część, jest jednym z rejonów polskiego Bałtyku, gdzie wystąpienie lodu morskiego jest najbardziej prawdopodobne, ustępując Zalewowi Wiślanemu. W wieloleciu 1946/47–1990/91 zlodzenie przeciętnie pojawiało się 19 grudnia (między 11 listopada a 2 lutego) w okolicach Pucka i Swarzewa, a przy Rybitwiej Mieliźnie 5 stycznia. Utrzymywało się ok. 60–80 dni. Pokrywa lodowa miała średnio 20–25 cm grubości (maksymalnie 70 cm w Pucku), osiągając maksimum w trzeciej dekadzie lutego i zanikając w połowie marca. W tym okresie pokrywa lodowa występowała praktycznie każdej zimy.

## Ewolucja
Obszar Zalewu Puckiego po ustąpieniu zlodowacenia północnopolskiego był lądem, częścią Pradoliny Redy-Łeby i Pradoliny Płutnicy. Zalewem morskim stał się w wyniku transgresji Morza Litorynowego około 6–5,5 tys. lat BP. Wkrótce potem rozpoczęło się tworzenie mierzei odcinających go od pełnego morza oraz Zewnętrznej Zatoki Puckiej, która dłużej jest częścią morza.
Izolacja Wewnętrznej Zatoki Puckiej sprawia wrażenie, że jej współczesny stan jest początkowym etapem tworzenia jeziora reliktowego, a więc powstałego przez odcięcie fragmentu morza (mierzejowe jezioro przybrzeżne). Jest jedynym w Polsce przykładem siedliska przyrodniczego 1160 (Duże, płytkie zatoki) w systemie Natura 2000.

## Warunki fizyczno-chemiczne wody
Znaczny wpływ na stan ekologiczny i chemiczny wód ma dopływ wód rzecznych. W czasie napływu wód z zewnętrznej zatoki jest to również wpływ wód Wisły i mniejszych cieków zbierających wodę z Trójmiasta. Ze względu na rozkład dominujących wiatrów atmosferyczna depozycja zanieczyszczeń z Trójmiasta jest nieistotna.
Na początku lat 90. XX w. średnia roczna temperatura wody w Zalewie Puckim wynosiła 9,28 °C, a zasolenie 7,31‰. Według danych z pierwszej dekady XXI w. temperatura z reguły osiągała maksymalną wartość w sierpniu, przekraczając 18 °C, zasolenie waha się, osiągając minimum w kwietniu, a maksimum w czerwcu, zawartość substancji biogennych z reguły najniższa jest na przełomie wiosny i lata, a stężenie tlenu przy dnie pod koniec lata.
Mimo stosunkowo niedużej głębokości, ze względu na strome stoki utrudniające mieszanie wód, w Jamie Kuźnickiej i jamach porefulacyjnych okresowo dochodzi do deficytów tlenowych.
W dziesięcioleciu 2001–2010 średnioroczne stężenie molowe fosforanów wynosiło 0,23 mmol/m³, nieorganicznych form azotu 7,59 mmol/m³, a krzemianów 13,1 mmol/m³.
Wśród zanieczyszczeń badanych w ramach monitoringu jakości wód w 2019 stwierdzono obecność diklofenaku na poziomie 1,280 ng/dm³, co było najwyższą wartością wśród badanych stacji, ale mieszczącą się w normach oraz 17α-etynyloestradiolu na poziomie 0,711, co było wartością niemal dorównującą najwyższej stwierdzonej i przekraczającą normy.

## Biocenozy
Uważana jest za najbardziej różnorodny biologicznie akwen polskich obszarów morskich. Ze względu na warunki morfometryczne, woda w Zalewie Puckim stosunkowo łatwo nagrzewa się i wychładza w zależności od warunków pogodowych, więc zasiedlają ją organizmy eurytermiczne.
W związku ze zmianą warunków środowiskowych w XX w. i XXI w., głównie eutrofizacją, w ciągu kilkudziesięciu lat biocenozy znacząco się zmieniły. W pierwszej połowie XX w. w roślinności dominowały łąki ramienicowe z domieszką zostery (tzw. trawa morska) (miejscami z jej dominacją), nitkowatych sinic Rivularia atra i rdestnicy grzebieniastej. Zespoły z przewagą tego ostatniego gatunku (Potametum pectinati) wówczas były rzadkie, ograniczone głównie do Jamy Chałupskiej. W latach 50. znaczną część zatoki pokrywały łąki zostery, które uległy fragmentacji na przełomie lat 60. i 70. Pod koniec lat 70. pozostały już nieliczne i niewielkie płaty. Położenie łąk zostery od tego czasu zmienia się.
W latach 60. XX w. znaczące szkody wśród makrofitów i w podłożu poczyniło bagrowanie wykonywane w celu pozyskania makroglonów. W tym czasie rozpoczął się znaczący dopływ ścieków komunalnych z lądu, a w latach 70. także spływów ścieków z coraz intensywniejszego rolnictwa. Od lat 70. nastąpił również wzrost wydobycia piasku. Te presje zmniejszyły się na przełomie lat 80. i 90. W okresie 1975–2000 wykonywano intensywne prace z zakresu ochrony brzegów morskich, co zniszczyło siedliska przybrzeżne. W ich ramach, w celu umocnienia odmorskiej części Mierzei Helskiej, w latach 1989–1996 wybrano piasek w pięciu miejscach, w których powstały jamy porefulacyjne. Po 2000 nastąpił wzrost presji turystycznej. W ramach urządzania infrastruktury rekreacyjnej następuje niszczenie naturalnej roślinności szuwarowej i dosypywane są sztuczne plaże.
Duże zmiany w biocenozach nastąpiły w połowie lat 70. Wówczas na skutek eutrofizacji rozwinęły się glony nitkowate, zwłaszcza z rodziny Ectocarpaceae. Ich maty, zacieniając dno, utrudniają rozwój innych glonów i roślin, a także rozwój ikry. Spowodowało to zmniejszenie populacji zostery i lokalne wyginięcie morszczynu pęcherzykowatego i widlika zaostrzonego. Na początku XXI w. największy płat zostery znajdował się pośrodku linii między Chałupami a Swarzewem, dwa mniejsze przy południowym i północnym odcinku Rybitwiej Mielizny, a najmniejszy na południowy wschód od Rzucewa. W 2020 stwierdzono powrót krasnorostów: widlika zaostrzonego i Coccotylus brodiei.
Zubożenie warstwy makrofitów spowodowało spadek liczebności związanych z nimi fitofilnych gatunków zwierząt, takich jak krewetka bałtycka, wężynka, iglicznia, sieja, szczupak, leszcz, płoć i okoń. Ich kosztem rozwinęły się populacje ryb ciernikowatych. W XXI w. zostały podjęte działania mające na celu odtworzenie szuwarów trzcinowych, łąk zostery i ichtiofauny akwenu.

### Fitoplankton
W XXI w. poziom bioobjętości fitoplanktonu w Zalewie Puckim wahał się, jednak ogólny trend był malejący (w 2002 przekraczał 8000 mm³/m³, a w 2019 nie sięgał 1000 mm³/m³). Średnia w dziesięcioleciu 2009–2019 była bliska 1000 mm³ w metrze sześciennym wody, przy czym najwyższy poziom osiągnęła w roku 2010, a z reguły wahała się około 500 mm³/m³. W 2011 stwierdzono 90 taksonów. Wśród gatunków fitoplanktonowych stwierdzono obcy dla Bałtyku – Alexandrium ostenfeldii.

### Szata roślinna
Według inwentaryzacji z początku XXI w. większość fitolitoralu Wewnętrznej Zatoki Puckiej zajmowały podwodne mieszane łąki tworzone przez różnych przedstawicieli rdestnicowatych, rupię morską i zamętnicę błotną. Pokrywały one 53% powierzchni dna. Mniejsze płaty, zajmując 6% powierzchni dna, tworzą łąki ramienicowe – głównie w północnej części zalewu – i łąki zostery morskiej, które wówczas pokrywały 3% dna zatoki. Przy brzegu występują szuwary. Znaczna część dna nie jest porośnięta roślinnością. Wśród makrofitów stwierdzono w tym okresie 8 gatunków roślin naczyniowych i około 25 gatunków makroglonów.
Wewnętrzna Zatoka Pucka w XXI w. jest niemal jedynym miejscem występowania zostery morskiej w polskiej części Bałtyku. Poza nią występują jedynie pojedyncze stanowiska w pozostałych fragmentach Zatoki Gdańskiej.
W Jamie Kuźnickiej w 2019 stwierdzono występowanie następujących gatunków roślin: Cladophora glomerata (a także gałęzatka innego, nieokreślonego gatunku), Ulva intestinalis, Ulva compresa, Ulva linza, Ulva prolifera, ramienica bałtycka, Chara horrida, ramienica krucha, rozsocha morska, Vertebrata fucoides, Ceramium diaphanum, zostera morska, wywłócznik kłosowy, rdestnica grzebieniasta, zamętnica błotna, rupia morska. Występuje w niej również brunatnica Ectocarpus siliculosus.
Na głazowiskach na linii brzegowej wykształciła się specyficzna lichenobiota (funga porostów).

### Makrozoobentos
Bental całej Wewnętrznej Zatoki Puckiej i płytszych fragmentów zatoki zewnętrznej jest zaliczany do typu makrofaunistycznego Hydrobiidae–Cerastoderma glaucum charakteryzującego się warunkami sprzyjającymi występowaniu filtratorów, takich jak omułki, oraz zbieraczy, takich jak źródlarkowate i sercówka pospolita. Związane jest to z dominacją drobnego piasku, małą ruchliwością wód i obfitością materii organicznej zarówno w toni wodnej, jak i podłożu. W pracach z pierwszej połowy XX w. również wyróżniano typ o podobnym rozmieszczeniu określany jako zespół zwierzęcy płytkiego dna piaszczystego porosłego zielenicami, czy wręcz zbiorowisko zwierzęce właściwej Zatoki Puckiej.
Wśród zoobentosu spotykane są głównie gatunki słonawowodne i słodkowodne znoszące lekkie zasolenie. Brak jest gatunków głębokowodnych i typowo pełnomorskich, nawet spotykanych na pełnym morzu na płyciznach. Częste są w nim gatunki wszędobylskie.
Według inwentaryzacji z początku XXI w. całe dno Wewnętrznej Zatoki Puckiej zasiedlone jest przez sercówkę pospolitą. Pokrycie dna przez jej siedliska szacowano na 98%. Najliczniej (ok. 20 000 os./m²) występuje ona w głębinach, a najrzadziej przy zachodnim brzegu. Nereida różnokolorowa również występuje w różnych miejscach zatoki, a największe zagęszczenia (do 2300 os./m²) osiąga przy jej wschodnim krańcu. Natomiast obcy dla Europy gatunek wieloszczeta Marenzelleria neglecta występuje mniej licznie, głównie w głębszych i piaszczystych rejonach, z maksymalnym zagęszczeniem przekraczającym 1300 os./m². Na różnych siedliskach żyją 3 gatunki wodożytkowatych: wodożytka bałtycka, wodożytka przybrzeżna i wodożytka nowozelandzka – gatunek obcy. Największe zagęszczenie (15 000 os./m²) osiągają w centralnej części akwenu. Twarde podłoże, także roślinne, preferuje omułek bałtycki. Maksymalne zagęszczenie (29 os./m²) osiąga w różnych miejscach. Jego siedlisko zajmuje jedną trzecią dna. Również twarde podłoże w płytszych strefach porastają kolonie siatecznika bałtyckiego. Na bogatych w detrytus osadach występuje rogowiec bałtycki. Preferuje głębsze rejony, a maksymalne zagęszczenie (ponad 1000 os./m²) osiąga w Jamie Kuźnickiej. Pokrycie dna przez jego siedlisko szacowane jest na 71%. Nierównomierne rozmieszczenie ma małgiew piaskołaz. W okolicy Cypla Rzucewskiego osiąga zagęszczenie powyżej 3800 os./m², a jego siedlisko zajmuje około połowy powierzchni dna. Dość powszechnie występuje rozdepka rzeczna, osiągając zagęszczenie 652 os./m² w okolicy Władysławowa. W zatoce występuje 5 gatunków kiełży: kiełż bałtycki, kiełż zalewowy, kiełż oceaniczny, kiełż brzegowy i kiełż tygrysi – gatunek obcy. Występują głównie na skalistym dnie, częściej przy zachodnim brzegu w zagęszczeniu dochodzącym do ok. 3 000 os./m². Stosunkowo nieliczne są stanowiska bełkaczka pospolitego, preferującego płytkie piaszczyste dno. Maksymalne zagęszczenie (ponad 530 os./m²) osiąga na północ od Pucka. Inne gatunki bełkaczka osiągają niemal dziesięciokrotnie mniejsze zagęszczenie. Wyjątkiem jest bełkaczek wieloszczecik występujący wszędzie poza łąkami ramienicowymi, o zagęszczeniu dochodzącym w Zatoce Rewskiej do 4370 os./m². Podobne do niego rozmieszczenie z maksymalnym zagęszczeniem ponad 280 os./m² ma inny skorupiak – dłużlik. Stosunkowo rzadki jest też piaszczyk, z maksymalnym zagęszczeniem 133 os./m². Heterotanais oerstedii występuje na kilku stanowiskach, na jednym osiągając zagęszczenie ponad 830 os./m². Nieznacznie częstszy jest podwoik zachodni (z zagęszczeniem do 104 os./m² w Zatoce Rewskiej). Trochę częstszy jest podwoik bałtycki (z zagęszczeniem do 15 os./m²), a pospolity, zwłaszcza wśród roślinności, jest podwoik mniejszy (z zagęszczeniem do 533 os./m² w Zatoce Rewskiej). Jera większa występuje tylko na jednym stanowisku na Rybitwiej Mieliźnie w zagęszczeniu do kilku os./m². Umiarkowanie pospolity jest stulnik pasiasty, preferujący piaszczyste i porośnięte roślinami dno, osiągając zagęszczenie ponad 250 os./m², podczas gdy stulnik szary występuje jedynie na kilku stanowiskach, a w Zatoce Rewskiej występuje w zagęszczeniu 74 os./m². Takie samo zagęszczenie osiąga leptochejrus, występując na kilkunastu stanowiskach, głównie piaszczystych. Na kilku stanowiskach notowano po kilka osobników krabika amerykańskiego, a na pojedynczych osobniki krewetek – rodzimej, czyli bałtyckiej, i obcej, czyli atlantyckiej.
W okresie międzywojennym Jama Chałupska była jedynym w polskiej części Bałtyku stanowiskiem typowej dla wód słodkich ośliczki wodnej. Podobnie jak współcześnie (tj. na początku XXI w.) prawie cały bental Zalewu Puckiego był zasiedlany przez sercówkę, a jedynie niewielkie, muliste obszary były zdominowane przez rogowca. Wówczas do najbardziej typowych gatunków strefy piaszczystej akwenu należały Fabricia stellaris (Fabricia sabella), błotniarka jajowata, sercówka jadalna, Heterotanais oerstedii, podwoik mniejszy, a dla łąk zostery i rdestnicy: Laomedea flexuosa, wypławek brunatny, wypławek biały, Electra pilosa, lasonóg brzegowy, podwoik bałtycki, jera większa, a dla obu typów siedlisk: rozdepka rzeczna i wodożytka przybrzeżna.

### Zooplankton
Wśród zwierząt planktonowych ważny udział ma wioślarka Bosmina coregoni (Bosmina longispina). Inne gatunki stwierdzone w Zalewie Puckim w 2019 to Diaphanosoma brachyurum, Evadne nordmanni, Podon polyphemoides, Acartia bifilosa, Acartia longiremis, Acartia tonsa, Centropages hamatus, Eurytemora affinis, Pseudocalanus minutus, Temora longicornis, a także wrotki, planktoniczne larwy mięczaków i wieloszczety. Ze względu na eutrofizację zwierzęta planktonowe w tym akwenie osiągają nieduże rozmiary.

### Ichtiofauna
Ichtiofauna Zalewu Puckiego jest tworzona głównie przez gatunki słodkowodne i dwuśrodowiskowe. W latach 70. XX w. w połowach komercyjnych przeważały szczupak, węgorz europejski, płoć i okoń. Na skutek zmian środowiskowych, które zaszły w drugiej połowie XX w., na początku XXI w. dominującymi gatunkami były ciernik, cierniczek północny i babka bycza. W Zalewie Puckim w latach 2011 i 2012 stwierdzono występowanie także gatunków takich jak: krąp, leszcz, ukleja, tobiasz, karaś pospolity, karaś srebrzysty, śledź, sieja, tasza, szczupak, dorsz, babka czarna, dobijak, jaź, kur diabeł, stynka, babka piaskowa, gładzica, płoć, sandacz, wzdręga, turbot, szprot, kur głowacz, łosoś, lipień, węgorzyca, belona, wężynka, stornia, okoń, iglicznia, choć niektóre złowiono tylko w Głębince, a belona do zalewu wpływa okresowo, prawie wyłącznie w maju.

### Awifauna
W ramach monitoringu ptaków Polski na Zalewie Puckim realizowany jest podprogram Monitoring Zimujących Ptaków Wód Przejściowych (MZPWP). W styczniu 2019 stwierdzono 40 389 ptaków, co stanowiło 17,7% całkowitej liczebności zaobserwowanej w ramach tego podprogramu. Było to mniej niż w Zalewie Szczecińskim i więcej niż w Zewnętrznej Zatoce Puckiej. Akwen ten stanowił główne miejsce zimowania łabędzia niemego (3 256 os.) i krzykliwego (322 os.), krzyżówki (5 070 os.), głowienki (260 os., przy czym oprócz Jeziora Żarnowieckiego gatunek ten na pozostałych zimowiskach występuje nielicznie), łyski (7 492 os.). Dla innych monitorowanych gatunków z reguły to też było jedno z liczniej zajmowanych zimowisk.

### Ssaki
Ssaki morskie rzadko wpływają do Zalewu Puckiego. W okolicach ujścia rzek do zatoki wpływają wydry.

## Ochrona przyrody
Wewnętrzna Zatoka Pucka w 1978 weszła w skład Nadmorskiego Parku Krajobrazowego jako pierwszy w Polsce obszar morski objęty tą formą ochrony. Wraz z nim w 1994 stała się częścią systemu Bałtyckich Obszarów Chronionych (BSPA) pod nadzorem Komisji Helsińskiej. Na jej brzegu ustanowiono dwa rezerwaty przyrody: Słone Łąki oraz Beka, a na linii brzegowej znajduje się grupa głazów narzutowych „Dwanaście Apostołów” uznana za pomnik przyrody. Zatoka Pucka Wewnętrzna wraz z fragmentem Zatoki Puckiej Zewnętrznej i okalającymi je lądami od 2004 wchodzi w skład obszaru specjalnej ochrony ptaków Zatoka Pucka (PLB220005), a od 2008 także specjalnego obszaru ochrony siedlisk Zatoka Pucka i Półwysep Helski (PLH220032).

## Monitoring jakości wód
Stan ekologiczny wód Zalewu Puckiego w 2011 sklasyfikowano jako zły (klasa V), o czym zadecydował wynik stężenia chlorofilu a. Stan makrobezkręgowców bentosowych i makrofitów sklasyfikowano jako słaby (klasa IV). Stwierdzono również przekroczenia norm stanu dobrego dla elementów fizykochemicznych. Podobną klasyfikację uzyskiwano w kolejnych latach. W 2019 również stężenie chlorofilu a, odpowiadające za klasyfikację fitoplanktonu, mieściło się w V klasie. Wskaźniki bentosowe (roślinny i zwierzęcy) wskazywały na stan umiarkowany, a wskaźnik rybny na słaby. Spośród elementów fizykochemicznych normy stanu dobrego przekroczyły stężenia różnych form azotu i fosforu, podczas gdy stężenie ogólnego węgla organicznego, odczyn i przezroczystość mieściły się w granicach stanu dobrego, a wskaźniki tlenowe bardzo dobrego. Stan chemiczny wód sklasyfikowano jako poniżej dobrego ze względu na przekroczenia norm dla niektórych substancji priorytetowych (PBDE, rtęć, heptachlor) w tkankach zwierząt wodnych.

## Wykorzystanie rekreacyjne
W 2021 na Wewnętrznej Zatoce Puckiej wyznaczone były dwa kąpieliska zgodne z kryteriami dyrektywy kąpieliskowej – w Pucku i Rewie. W obu jakość wody oceniono jako dobrą, przy czym w poprzednich latach czasem oceniano ją jako dostateczną.
Zatoka Pucka jest określana jako jeden z najlepszych europejskich akwenów do uprawiania windsurfingu i kitesurfingu.

## Rybołówstwo
W Pucku znajduje się port morski Puck. Ponieważ w związku z degradacją ekosystemu w Zalewie Puckim dominują gatunki niekomercyjne, rybołówstwo jest ograniczone.